# Göran Gillinger
Anders Göran Gillinger (født 13. februar 1973) er en svensk skuespiller. Han blev uddannet på Teaterhögskolan i Stockholm fra 1999 til 2003.
Gillinger er i den brede offentlighed bedst kendt for rollen som Robert Torstensson i sæbeoperaen Rederiet, som han medvirkede i fra 1993 til 1994.

## Privatliv
Gillinger har været gift med musikeren Jenna Gillinger siden 2014. De har fire børn sammen.

## Udvalgt filmografi
- Storstad (tv-serie, 1990-1991)
- Sunes sommer (1993)
- Rederiet (tv-serie, 1993-1994)
- Kommissionen (tv-serie, 2005)
- Ægte mennesker (tv-serie, 2012)
- Maria Wern (tv-serie, 2013)
- Beck (tv-serie, 2016)